# Sera (Unternehmen)
Die Sera GmbH mit Sitz im nordrhein-westfälischen Heinsberg ist ein deutscher Hersteller im Bereich Aquaristik, Meerwasseraquaristik, Gartenteich und Terraristik. Das mittelständische Unternehmen vertreibt seine Produkte in 80 Ländern und hat acht Niederlassungen in den USA, Frankreich, Italien, Japan, Tschechien, Niederlande, Portugal und China.

## Geschichte
1970 gründete Josef Ravnak gemeinsam mit seiner Frau Anny die Firma Sera. Zuvor war Ravnak im Bereich von Fang und Weiterverkauf von Lebendfutter tätig. Basis des Produktsortiments war ein neuartiges Gefrier-Vakuum-Verfahren für die Herstellung von Trockenfutter. So konnte naturbelassenes Futter, wie Shrimps oder Mückenlarven, außerhalb des Kühlschranks ohne großen Nährstoffverlust gelagert werden.
Neben Futtersorten, Produkten zur Wasseraufbereitung und zur Pflege von Aquarienpflanzen, Heilmitteln für Aquarienfische sowie einer Wassertestserie – für Süß- und Meerwasser – entwickelte Sera Ende der 1970er-Jahre ein zusätzliches Gartenteich-Sortiment. Anschließend wurden auch Produkte für Reptilien mit ins Programm aufgenommen.
2007 wurde ein neues Verwaltungsgebäude am Standort Heinsberg errichtet und bezogen.
Das Unternehmen Sera ist nach Angabe der Veranstalter des Internationalen Heimtier-Kongresses 2006 in Berlin ein „weltweit führender Anbieter von Produkten zur Pflege von Aquarien, Gartenteichen und Terrarien“. Die Firma zählt „zu den führenden Aquaristikunternehmen der Welt“ bzw. zu den „bekannten Größen der Aquaristik-Branche“. Vom Veranstalter der Haustiermesse Wien 2010 wird Sera neben einigen anderen Herstellern mit zu den „Marktführern im Aquaristikbereich“ gezählt.

## Produktion
Sera hält die Richtlinien der Good Manufacturing Practice („Gute Herstellungspraxis“) ein. Neue Produktlinien, Entwicklungs- und Produktionsverfahren entwickelt Sera im eigenen Labor.
In Zusammenarbeit mit dem Institut für Parasitologie der Heinrich-Heine-Universität Düsseldorf hat Sera außerdem freiverkäufliche Arzneimittel auf den Markt gebracht, die Erreger bekämpfen und die Tiere während der Behandlung schonen sollen.
Zu den Produkten gehören die Futtermittel der Vipan-Familie, die aus umweltverträglich gewonnenen Rohstoffen ohne Gentechnik hergestellt werden.